# Inka Klinckhard
 Ingeborg (Inka) Therese Maria Klinckhard (Berlijn, 30 november 1922 - Laren, 26 mei 2016) was een Nederlandse beeldhouwer, medailleur, schilder, tekenaar, emailleur.

## Leven
Nadat ze haar jeugd in Berlijn had doorgebracht woonde ze enkele jaren in Amsterdam en Düsseldorf. In 1939 verhuisde ze naar Amsterdam. In de Tweede Wereldoorlog kreeg ze les van beeldhouwer Pieter Starreveld en Gerrit Bolhuis. Op aanraden van deze leermeesters ging ze in 1943 naar de Amsterdamse Rijksakademie voor Beeldende Kunsten waar ze les kreeg van Jan Bronner en Piet Esser. In 1959 verhuisde zij naar Amstelveen en woonde vervolgens van 1965 tot 1982 in Nijkerk. Hierna woonde ze 10 jaar in een klooster te Schoten, nabij Antwerpen. In 1992 ging ze terug naar Nijkerk. Vanaf 2005 woonde ze tot haar dood in het Rosa Spier Huis in Laren. Als bewoonster van dit tehuis voor kunstenaars maakte zij in 2012 een bronzen penning van Rosa Spier.

## Werk
Haar werk bestaat vooral uit figuurvoorstellingen, portretten en diervoorstellingen. Naast penningen maakte ze werk voor de openbare ruimte. Inka Klinckhard was lid van de Algemene Katholieke Kunstenaarsvereniging (AKKV) en de Vereniging voor Penningkunst.

## Fotogalerij

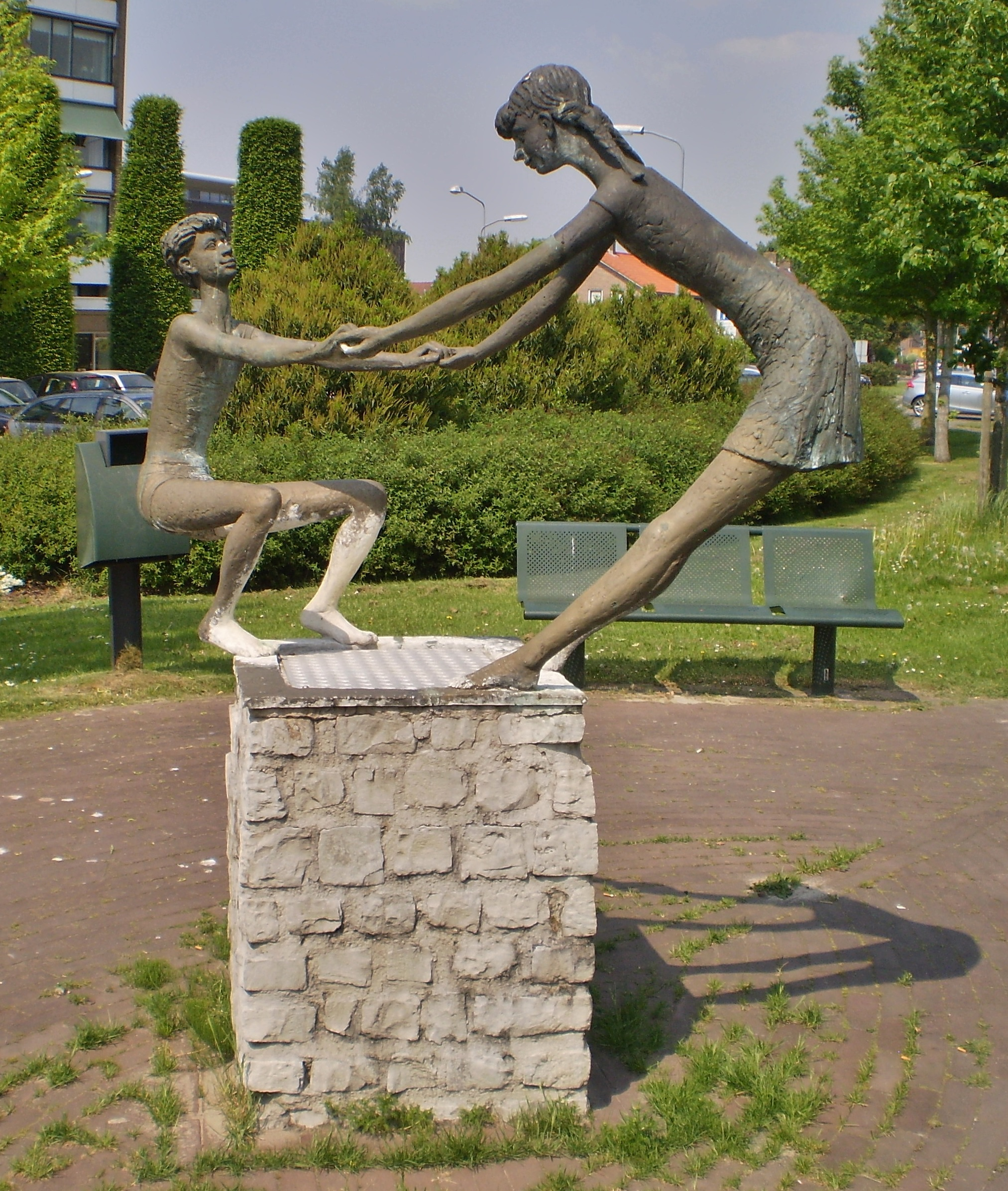
Jeugdige krachtmeting (Nijkerk, 1969)
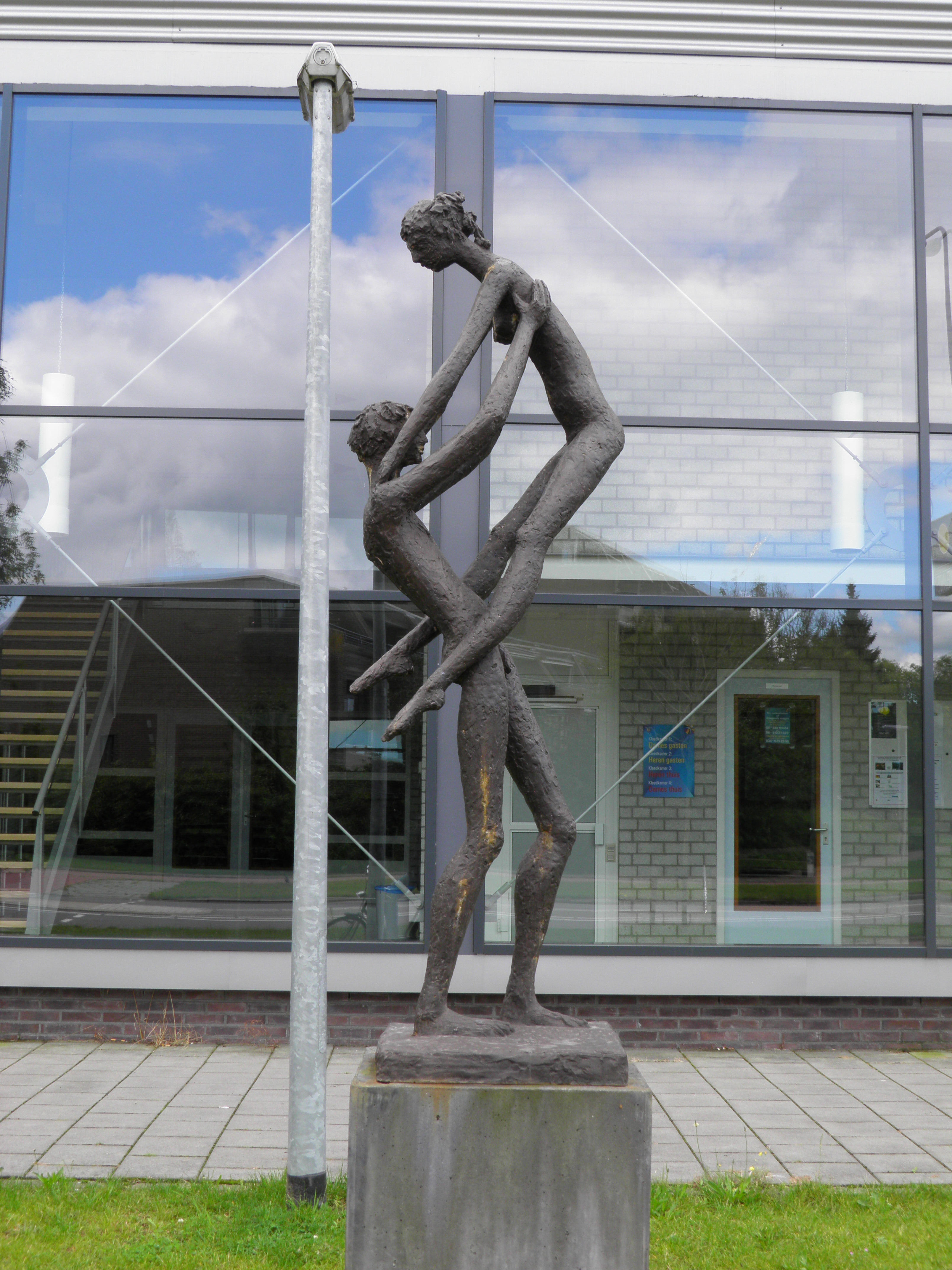
Sportende jongen en meisje (Hilversum, 1977)
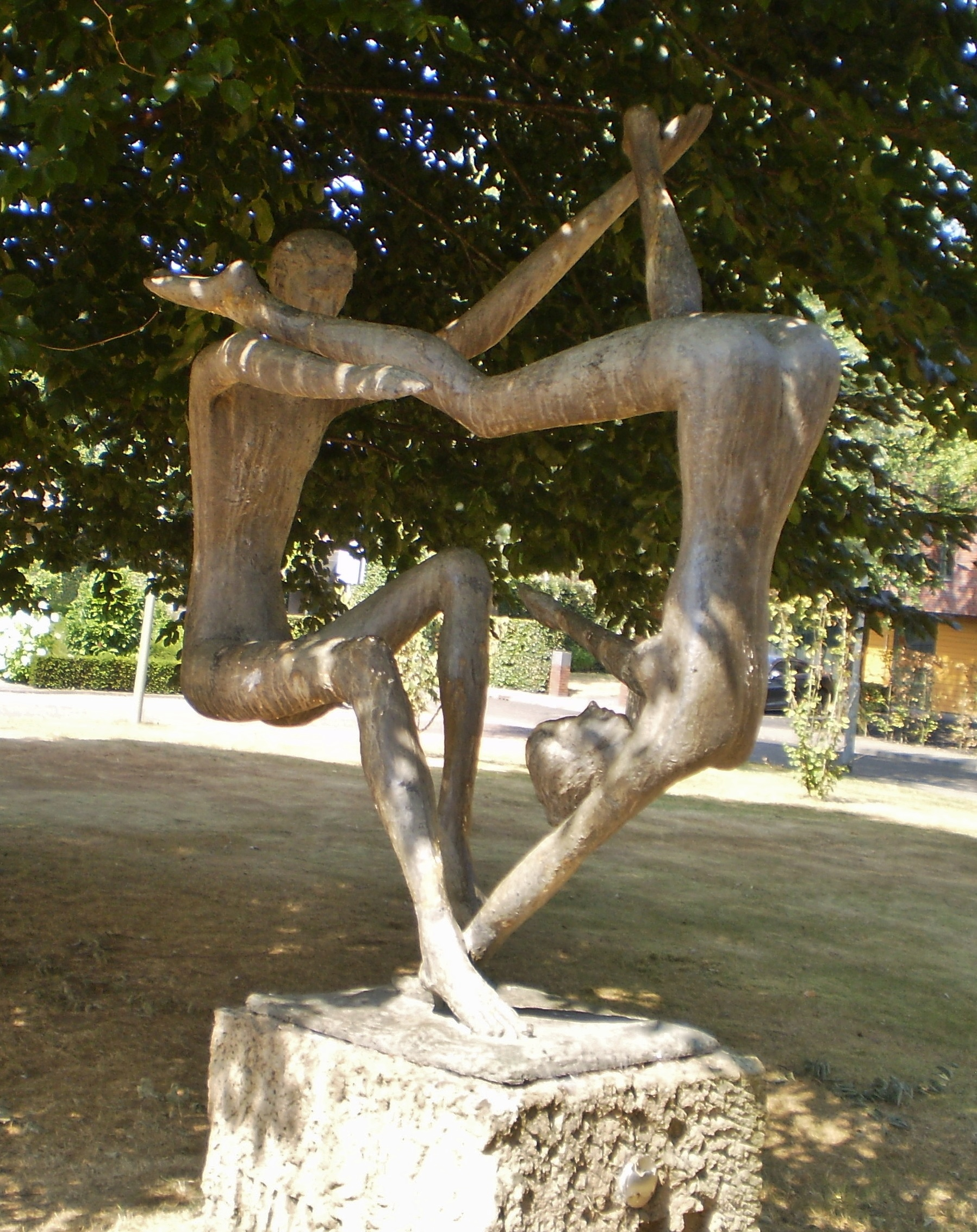
Mensen in de ruimte (Barneveld, 1995)

- RKD-Nederlands Instituut voor Kunstgeschiedenis: 44821